# The Nek katonai temető
A The Nek katonai temető (The Nek Cemetery) első világháborús nemzetközösségi sírkert a Gallipoli-félszigeten.

## Története
A szövetséges csapatok 1915. április 25-26-án szálltak partra a Gallipoli-félszigeten azzal a céllal, hogy kikényszerítsék Törökország kilépését a háborúból, az új front megnyitásával tehermentesítsék a nyugati frontot és utánpótlási utat nyissanak Oroszország felé.
A The Nek egy keskeny csapás volt, amely két magaslat (Russell's top és Baby 700) között vezetett. Ezt az ösvényt április 25-én elérte a 12. ausztrál zászlóalj, de nem tudta megtartani. Május 2-án az Új-zélandi és Ausztrál Hadosztály, majd augusztus 7-én a 3. Ausztrál Könnyűlovas Dandár próbálta meg elfoglalni, azonban a támadások nem jártak sikerrel. A temetőt a fegyvernyugvás után alakították ki a senki földjén. A sírkertben 326 hősi halott nyugszik, közülük csak tízet sikerült azonosítani.